# Paraberrapex manifestus
Paraberrapex manifestus is een lintworm (Platyhelminthes; Cestoda). De worm is tweeslachtig. De soort leeft als parasiet in andere dieren.
Het geslacht Paraberrapex, waarin de lintworm wordt geplaatst, wordt tot de familie Lecanicephalidea incertae sedis gerekend. De wetenschappelijke naam van de soort werd voor het eerst geldig gepubliceerd in 2001 door Jensen.